# Línea 114 (Rosario)
Línea 114 (llamada Ronda del Centro) es una línea de transporte urbano de pasajeros de la ciudad de Rosario, Argentina. El servicio está actualmente operado por la empresa estatal Movi.
Su recorrido cubre el que realizó la línea 114 hasta el año 2000.
Anteriormente el servicio de la línea 114 era prestado desde sus orígenes y bajo la denominación de línea 58 por la Cooperativa Obrera Ovidio Lagos Limitada, luego por Prado S.R.L. (cambiando en 1986 su denominación a línea 114), Transportes Saladillo S.A., Empresa 20 de Junio S.R.L., U.T.E. Ovidio Lagos, y C.O.T.A.L. S.A., desapareciendo en el año 2000.
En 2007, reaparece, con la denominación Ronda del Centro, por parte de la Sociedad del Estado Municipal para el Transporte Urbano Rosario -SEMTUR-.
Su baja frecuencia y la poco común denominación que lleva en cartelera, han provocado controversias en la opinión pública.

## Recorrido

### Puntos de paso
Lun - Vier, 06:00 - 22:00 Servicio diurno.
|  | STR+l | STR+r |  |

|  | STR | BHF | lDAMPF |

| CONTf | BHF | STR |  |

|  | STR | BHF | CONTg |

|  | STR | BHF | CONTg |

| CONTf | BHF | STR |  |

|  | STR | BHF | CONTg |

|  | STR | BHF | CONTg |

|  | STR | BHF | CONTg |

| CONTf | BHF | STR |  |

| CONTf | BHF | BHF | CONTg |

| CONTf | BHF | STR |  |

|  | STRl | ABZg+r |  |

|  |  | BHF |

|  |  | BHF |

|  |  | BHF |

|  |  | BHF |

|  |  | BHF |

|  | STR+l | ABZgr |  |

|  | KBHFe | STR |  |

|  |  | KBHFe |